# Richard Stillwell
Richard Stillwell (Niagara Falls (Nueva York), 16 de octubre de 1899-Providence (Rhode Island), 27 de julio de 1982) fue un arqueólogo clásico e historiador de la arquitectura estadounidense.

## Biografía
Richard Stillwell creció en Lakewood, Connecticut y asistió a la Pomfret School de Pomfret. Recibió una licenciatura de la Universidad de Princeton en 1921. Estudiaría restauración arquitectónica, parcialmente en Francia, que completó en 1924 en Princeton con una Maestría en Bellas Artes en arquitectura. El filólogo Edward Capps, profesor de filología clásica en la Universidad de Princeton, lo contrató como becario de arquitectura en la Escuela Americana de Estudios Clásicos de Atenas, en cuya junta directiva había estado Capps desde 1908. Aquí, Stillwell entró en contacto por primera vez con los restos monumentales de la arquitectura griega y adquirió sus primeras experiencias en arqueología, especialmente durante las excavaciones de la Escuela Americana en Corinto. En 1926 regresó a Princeton como instructor y disfrutó de una carrera académica que lo llevó a convertirse en profesor de Arte y Arqueología en 1954 y profesor In Memoriam Howard Crosby Butler en Princeton en 1959. Ocupó esta cátedra hasta su jubilación en 1967.
Al mismo tiempo, estuvo vinculado a la Escuela Americana de Estudios Clásicos toda su vida. De 1928 a 1931 fue profesor asistente de arquitectura, de 1931 a 1932 subdirector y de 1932 a 1935, liberado de la universidad, director de la Escuela Americana. Durante estos años también fue el director de la excavación en Corinto y el arquitecto principal de las excavaciones en el Ágora de Atenas financiadas por John D. Rockefeller. De 1933 a 1939 participó en las excavaciones de la Universidad de Princeton en Antioquía del Orontes.
Durante la Segunda Guerra Mundial, se desempeñó como instructor de la Armada de los Estados Unidos en Quonset Point de 1942 a 1945, tiempo durante el cual fue ascendido de teniente a teniente comandante. Después de la guerra, regresó a Grecia en 1947/48 y, además de su trabajo en Princeton, enseñó como profesor de arquitectura en la American School. Promovidas Erik Sjöqvist, director del Svenska Institutet i Rom ("Instituto Sueco en Roma") hasta 1948 y también profesor en Princeton desde 1951, la universidad inició excavaciones en Morgantina, Sicilia en 1953 y de 1955 a 1963 y nuevamente en 1966/67 Sjöqvist y Stillwell compartieron la gestión de la excavación.
Además, Stillwell fue editor en jefe del American Journal of Archaeology desde 1954, cargo que ocupó hasta 1973. Posteriormente fue uno de los editores de la Enciclopedia de Sitios Clásicos de Princeton, una obra de referencia de largo recorrido sobre topografía antigua y estudios urbanos que todavía se utiliza ampliamente.

## Publicaciones
- Antioch on-the-Orontes. Tomo 2: The excavations 1933-1936. Princeton: Princeton University Press, 1938.
- Antioch-on-the-Orontes. Tomo 3: The excavations of 1937-1939. Princeton: Princeton University Press, 1941.
- Corinth. Tomos 1 y 2: Architecture. Cambridge: Harvard University Press, 1941.
- Corinth. Tomo 2: The Theatre. Princeton: American School of Classical Studies at Athens, 1952.
- The Chapel of Princeton University. Princeton: Princeton University Press, 1971.
- Con William L. MacDonald y Marian Holland McAllister: The Princeton Encyclopedia of Classical Sites. Princeton: Princeton University Press, 1976. ISBN 0-691-03542-3.